# Stokowisko
Stokowisko – wieś w Polsce położona w województwie podlaskim, w powiecie wysokomazowieckim, w gminie Nowe Piekuty.
W latach 1975–1998 miejscowość administracyjnie należała do województwa łomżyńskiego.
Wierni kościoła rzymskokatolickiego należą do parafii św. Kazimierza w Nowych Piekutach.

## Historia wsi
W 1688 r. część Stokowiska była własnością Wiktoryna Kuczyńskiego (wcześniej Walentego Kuczyńskiego). W archiwalnej tece Glinki, w dokumencie z roku 1701 wymieniony Kotuński ze Stokowisk.
W XIX w. wieś i folwark w powiecie mazowieckim, gmina i parafia Poświętne. W pobliżu wsi pokłady wapienia i wiatrak.
- wieś:
  - rok 1827 – 11 domów i 74 mieszkańców
  - rok 1881 – 13 osad, grunty rolne o powierzchni 9 morg
- folwark:
  - w roku 1881 powierzchnia folwarku wynosiła 789 morgów (grunty orne – 544, łąki – 70, wody – 1, las – 156, nieużytki – 18 morg)
  - jeden budynek murowany i 18 drewnianych[9]

W końcu XIX stulecia właścicielem majątku Tomasz Kryński, który zbudował drewniany dwór i murowane budynki gospodarcze. Założył park dworski, 3 stawy i fontannę. Wytyczono również aleje i drogi dojazdowe.
Około 1910 roku 300-hektarowy majątek ziemski Stokowisko kupił Wincenty Jaźwiński, pochodzący ze wsi Jaźwiny-Koczoty koło Czyżewa. W prowadzeniu gospodarstwa pomagał mu syn Tadeusz.
W 1921 roku Stokowisko wieś liczyła 5 domów i 34 mieszkańców, natomiast folwark 7 domów i 102 mieszkańców, w tym 11 prawosławnych.
Po wkroczeniu Rosjan w 1939 r. sowieci urządzili tu sowchoz. Przez pewien czas stacjonowały tu oddziały NKWD. Po wyparciu Rosjan w czerwcu 1941 r. majątkiem zarządzał Edward Ekielski, szwagier Tadeusza Jaźwińskiego. Ekielski gospodarował do lata 1944.
Po II wojnie światowej majątek Stokowisko został rozparcelowany. Przez pewien czas we wsi znajdowała się siedziba Gromadzkiej Rady Narodowej.
Od 1 września 1955 roku funkcjonowała tu, przeniesiona z Łopieni-Zysków, szkoła podstawowa. Ulokowano ją w dawnych pomieszczeniach dworskich. Rozpoczęto też budowę nowego budynku, przy wsparciu miejscowej ludności. Szkoła została ukończona w październiku 1959 roku. Nauczanie prowadzono na poziomie klas I–VII, a potem I–VIII. Szkoła funkcjonowała do końca sierpnia 2003. Uchwałą nr VII/26/03 Rady Gminy Nowe Piekuty z dnia 27 marca 2003 roku szkoła została zlikwidowana.
W 2008 r. Stokowisko liczyło 23 domy z 108 mieszkańcami.

## Obiektyzabytkowe
- drewniany dwór i murowane, dworskie zabudowania gospodarcze
- drewniane domy pochodzące z początku XX w.[8]
- cmentarz wojenny z okresu I wojny światowej[10].